# Turi (llengua)
El Turi és una llengua Munda amenaçada, molt relacionada amb el Santali. És parlada, aproximadament, per la meitat del poble Turi, mentre que l'altra meitat parla Sadri, a Jharkhand, Mundari, a Bengala Occidental, i Oriya, a Orissa (Índia).

## Distribució
Osada (1991) va fer un llistat amb les localitzacions on es parla el Turi:
- Jharkhand (pob. 133.137 el 1981; aleshores part de Bihar)
  - Districte de Giridih
  - Districte de Ranchi
  - Districte d'Hazaribagh
- Madhya Pradesh
  - Districte de Raigarh
  - Districte de Chhattisgarh
- Bengala Occidental (pob. 26.443 el 1981)
- Orissa (pob. 7.374 el 1981)